# Ремберт (Південна Кароліна)
Ремберт (англ. Rembert) — переписна місцевість (CDP) в США, в окрузі Самтер штату Південна Кароліна. Населення — 246 осіб (2020).

## Географія
Ремберт розташований за координатами 34°6′13″ пн. ш. 80°31′50″ зх. д. / 34.10361° пн. ш. 80.53056° зх. д. (34.103737, -80.530523).  За даними Бюро перепису населення США в 2010 році переписна місцевість мала площу 9,94 км², уся площа — суходіл.

## Демографія
Згідно з переписом 2010 року, у переписній місцевості мешкало 306 осіб у 108 домогосподарствах у складі 79 родин. Густота населення становила 31 особа/км².  Було 134 помешкання (13/км²).
Расовий склад населення:
| - 65,7 % — чорних або афроамериканців - 24,5 % — білих - 0,7 % — корінних американців - 5,9 % — осіб інших рас |

До двох чи більше рас належало 3,3 %. Частка іспаномовних становила 7,2 % від усіх жителів.
За віковим діапазоном населення розподілялося таким чином: 22,2 % — особи молодші 18 років, 63,1 % — особи у віці 18—64 років, 14,7 % — особи у віці 65 років та старші. Медіана віку мешканця становила 42,4 року. На 100 осіб жіночої статі у переписній місцевості припадало 87,7 чоловіків;  на 100 жінок у віці від 18 років та старших — 91,9 чоловіків також старших 18 років.
Середній дохід на одне домашнє господарство  становив 42 169 доларів США (медіана — 40 658), а середній дохід на одну сім'ю — 43 466 доларів (медіана — 41 053). Медіана доходів становила 41 897 доларів для чоловіків та 29 028 доларів для жінок. 
Цивільне працевлаштоване населення становило 85 осіб. Основні галузі зайнятості: освіта, охорона здоров'я та соціальна допомога — 25,9 %, виробництво — 23,5 %, публічна адміністрація — 22,4 %.